# بازی بهنجار
در نظریه بازی‌ها، بازی بهنجار توصیف اولیه از یک بازی است. برخلاف بازی گسترده، شکل نمایشی این نوع بازی، گرافیکی نیست اما با استفاده از یک ماتریس نمایش داده می‌شود. این نمایش ماتریسی برای به دست آوردن استراتژی تحت سلطه و تعادل نش بهتر است ولی در مقایسه با نمایش بازی گسترده اطلاعات کمتری از آن به‌دست می‌آوریم. در نمایش ماتریس استراتژی‌های ممکن و بازده آن‌ها برای هر بازیکن نمایش داده‌می‌شود.

## تعریف
برای بررسی بازی بهنجار باید موارد زیر را در نظر بگیریم:

۱. این بازی شامل تعداد متناهی از بازیکنان است.{D={1,2,... ,n ما بیشتر ۲ بازیکن را در نظرمی‌گیریم. برای مثال دو نفر را در نظر بگیرید، که می‌خواهند به شهر A بروند.

۲. هر بازیکن i می‌تواند از بین مجموعه استراتژی‌های ممکن یکی را برگزیند. مثلاً در مثالی که ذکر شد، هر فرد می‌تواند بین دو مکان a,b در شهرA یکی را برگزیند. پس :{S1 = S2 = {a,b

۳. نتیجه بازی با استفاده از استراتژی کل بازی که شامل استراتژی تک تک بازیکنان است بیان می‌شود. در مثال بیان شده ۴نتیجه ممکن وجود داشت، که هر دو فرد a را انتخاب کنند یا هر دو b را یا فرد اول aو دوم b یا فرد اول b و دومی a را انتخاب کند. به‌طور ریاضی مجموعه استراتژیک‌ها(نتیجه‌های بازی)، با
S = S1 × S1 بیان می‌شود.

۴. بازیکنان براساس نتایج بازی برتری می‌یابند. می‌توان این را فهمید که برتری بازیکنان فقط به انتخاب و اقدام‌های خودشان بستگی ندارد. در یک بازی سود و بازده یک فرد به اقدام طرف مقابل نیز بستگی دارد. در مثال بالا، هدف هر دو فرد ملاقات یکدیگر است و به این توجه نمی‌کنند که در a همدیگر را ببینند یا در b.

در این مثال ما دو نتیجه برای هر اقدام افراد به دست می‌آوریم و می‌توانیم برتری را براساس نتیجه توسط تابع بازدهی یا مطلوبیت بیان کنیم: ui = S → R
در این مثال اگر هر دو بازیکن انتخاب یکسانی داشته باشند ui = ۱ و در غیر این صورت ۰ خواهدبود.
| b     | a     |   |
| (۰٬۰) | (۱٬۱) | a |
| (۱٬۱) | (۰٬۰) | b |

### تعریف ریاضی
یک بازی بهنجار تشکیل شده‌است از:

۱. مجموعه‌ایی متناهی از بازیکنان، i = 1, 2,...n

۲. مجموعه‌ای از استراتژیک‌های ممکن برای هر بازیکن، Si

۳. اختصاص یک نتیجه به هر ترکیب ممکن از استراتژیک‌ها (تابع نتیجه).
g: S1 × S2 × .... × Sn → X
۴. اختصاص تابع بازده برای هربازیکن که بازده را به نتیجه نسبت می‌دهد.
ui: X → R

توجه کنید که قوانینی که از هر بازی می‌دانیم در واقع استراتژیک‌های ممکن و تابع نتیجه(g)اند.

## مثال‌هایی از بازی بهنجار

### معمای زندانی
دو نفر که در ارتکاب جرمی همدست بودند دستگیر می‌شوند. دادستان برای گرفتن اقرار ار این دو نفر، آن‌ها را از هم جدا می‌کند و این انتخاب را پیش رویشان می‌گذارد:

اگر هر دو سکوت کنند و هیچ‌کدام اقرار نکند فقط به یک سال زندان محکوم می‌شوید.

اگر هر دو اقرار کنند، هر دو به ۵سال زندان محکوم می‌شوند.

اگر یکی به جرم اقرار کند و همدستش را لو بدهد، اگر همدستش اقرار نکرده باشد، او از زندان آزاد و همدستش به ۱۵سال زندان محکوم می‌شود.

در نگاه اول جواب مسئله ساده به نظر می‌رسد، هر دو سکوت کنند و یک سال حبس بکشند. اما ممکن است یکی از زندانی‌ها به فکر بیفتد که چون همدستش نیز همین را انتخاب می‌کند و سکوت می‌کند او می‌تواند با اقرار خود آزادی را برای خود بخرد. اما دیگری نیز با همین استدلال اقرار می‌کند و هر دو به ۵سال حبس محکوم می‌شوند. اگر هر دو به اصطلاح عاقلانه عمل کنند، یعنی در صدد به حداقل رساندن مدت محکومیت خود باشند، محکومیت بیشتری نصیبشان می‌شود، یعنی هر دو ضرر می‌کنند.
|                    | بازیکن دوم، اعتراف | بازیکن دوم، سکوت |
| بازیکن اول، اعتراف | (۵٬۵)              | (۱۵٬۰)           |
| بازیکن اول، سکوت   | (۰٬۱۵)             | (۱٬۱)            |

### سکه‌های جفت
دو بازیکن میان شیر یا خط یکی را انتخاب می‌کنند. اگر انتخاب آن‌ها متفاوت باشد، بازیکن ۱ به بازیکن شماره ۲یک دلار خواهد دادو در صورتی که انتخابشان مشابه باشد بازیکن شماره ۲ به بازیکن اول یک دلار پرداخت خواهد کرد. هر بازیکن نیز تنها به پول دریافتی از بازی می‌اندیشد. چنین بازیی، که در آن منافع بازیگران به صورت قطری متضاد باشد، اکیداً رقابتی می‌گویند.
|     | شیر    | خط     |
| شیر | (۱٬۱−) | (۱−,۱) |
| خط  | (۱−,۱) | (۱٬۱−) |

### باز و کبوتر
دو حیوان شکارچی بر سر یک طعمه مبارزه می‌نمایند. هر کدام می‌تواند رفتار باز یا کبوتر گونه از خود نشان دهد. بهترین بازده برای هر یک زمانی است که رفتارش شبیه کبوتر بوده و در همان حال دیگری رفتاری کبوتر گونه داشته‌یاشد. بدترین بازده زمانی است که هر دو بازگونه رفتار نمایند. برای هر کدام رفتار بازگونه در شرایطی که دیگری رفتار کبوتر گونه داشته باشد، اولویت دارد.
|       | کبوتر | باز   |
| کبوتر | (۳٬۳) | (۱٬۴) |
| باز   | (۴٬۱) | (۰٬۰) |